# VOLT Fesztivál
A VOLT Fesztivál Magyarország egyik legnagyobb könnyűzenei fesztiválja volt, amit Sopronban rendeztek 1993 óta majd minden évben 2022-ig. A zenei kínálat sokszínű, különböző helyszíneken a rock, az elektronikus zenei, a világzenei és a jazz koncertek mellett számos más műfaj képviselői is felléptek.

## Története
A fesztivál a nevét a rendszerváltás utáni években, az 1990-es évek elején VOLT néven megjelenő popkulturális magazinról kapta. Az első fesztiválokat 1993-tól 2001-ig húsvét tájékán a soproni Sportcentrumban rendezték, melyeken a fellépők és a közönség száma is évről évre gyarapodott. A növekvő népszerűség okán, 2002-ben a rendezvény állandó helyszíne és időpontja is megváltozott, ekkor a Volt (immár a Sziget Fesztivál társfesztiváljaként) nyári fesztivállá változott és a pár napos időtartamra minden évben a soproni Lővér Kempingben bérel helyet a bulizni vágyó fiatalok számára. A rendezvény országos sikereit évről évre a közönség állandó bővülése jelzi.
A fesztivál programját a koncerteken és DJ-szetteken kívül színházi előadások, filmvetítések, kiállítások, beszélgetések és egyéb, például sportprogramok is színesítik. A fesztivál ideje alatt működő Volt Rádió az eseményhez kapcsolódó hangulatot interjúkkal, külön zenei kínálattal juttatja el távoli helyszínekre.
A rendezvénysorozat nemzetközi rangját jelzi, hogy azon évről évre sok neves külföldi előadóművész lép fel, valamint hogy a közönség mind nagyobb hányada érkezik más (elsősorban nyugat- és kelet-európai) országokból.
1995-től a VOLT önálló helyszínnel jelen van a Sziget Fesztiválon.
A VOLT Fesztivál történetében jelentős mérföldkő volt, amikor 2015-ben, fennállásának 23. évében, minden korábbi látogatottsági rekordot megdöntött: négy és fél nap alatt 123 ezren vettek részt az eseményen, és a pénteki napon a "teltház" tábla is kikerült.
2023-ban gazdasági helyzetre való tekintettel nem rendezték meg, és utána teljesen meg is szüntették.  Ezévtől a SopronFest váltotta le amit a mai napig megrendeznek minden év tavaszán.